# Operacja Dzień Wskrzeszenia
Operacja Dzień Wskrzeszenia – powieść fantastyczno-przygodowa napisana przez Andrzeja Pilipiuka. Została wydana przez Fabrykę Słów w 2006 roku.

## Opis fabuły
Akcja powieści dzieje się w postapokaliptycznym świecie XXI wieku, częściowo w XIX-wiecznej Polsce a częściowo w Polsce z XVII wieku. Bohaterami książki jest czworo nastolatków, którzy otrzymują misję zapobieżenia narodzinom Pawła Citki, odpowiedzialnego za wybuch wojny atomowej, w której zginęło 90% ludzkości. Aby tego dokonać muszą odbyć szereg niebezpiecznych misji w czasie, podczas których starają się zapobiec narodzinom Citki, poprzez wstrzyknięcie zmodyfikowanego wirusa świnki Piotrowi Citce, jego przodkowi.

## Recenzje
Paweł Dunin-Wąsowicz określił książkę jako całkowicie nieoryginalną i ulokował powieść "w połowie drogi pomiędzy tandetą [...] cyklu wampirycznego o kuzynkach Kruszewskich a niezłą rozrywkową fantastyką jaką zaprezentował [autor] w tomie 2586 kroków".
Inne recenzje:
- recenzja książki w serwisie  literatura.gildia.pl
- recenzja książki w serwisie polter.pl
- recenzja książki w serwisie  opetaniczytaniem.pl
- Agnieszka Haska - Nowa Fantastyka 8/2006, s. 68